# Geolycosa suahela
Geolycosa suahela este o specie de păianjeni din genul Geolycosa, familia Lycosidae. A fost descrisă pentru prima dată de Strand, 1913. Conform Catalogue of Life specia Geolycosa suahela nu are subspecii cunoscute.